# Sèvremont
Sèvremont – gmina we Francji, w regionie Kraj Loary, w departamencie Wandea. W 2013 roku liczba ludności wynosiła 6416 mieszkańców. 
Gmina została utworzona 1 stycznia 2016 roku z połączenia czterech ówczesnych gmin: Les Châtelliers-Châteaumur, La Flocellière, La Pommeraie-sur-Sèvre oraz Saint-Michel-Mont-Mercure. Siedzibą gminy została miejscowość La Flocellière.